# 2009 (Glee)
 For alternative betydninger, se 2009 (flertydig). (Se også artikler, som begynder med 2009)
2009 er den 12. episode af den sjette sæson af den amerikanske tv-serie Glee, og den 120. episode samlet set.
Episoden er skrevet af showets skabere Ryan Murphy, Brad Falchuk og Ian Brennan og instrueret af Paris Barclay. "2009" blev sendt på Fox i USA den 20. marts 2015 sammen med den næste episode, "Dreams Come True", som en særlige to-timers sæson-og seriefinale.
Episoden har et flashback til 2009, der udforsker grundene til hvorfor de oprindelige fem medlemmer af New Directions har besluttet at deltage.

## Plot
Året er 2009 og Will Schuester (Matthew Morrison) meddeler til sin kone Terri Schuester (Jessalyn Gilsig), at han nu kører McKinley Highs showkor. Hun er ikke glad for dette.
Kurt Hummel (Chris Colfer) er deprimeret, da han begynder sit andet år på McKinley High. Vejlederen Emma Pillsbury (Jayma Mays) bemærker at han kigge på en pjece om selvmord, og kalder hans far Burt Hummel (Mike O'Malley) til skolen. Bagefter fortæller Burt Kurt at han skal indgå i et team i slutningen af ugen og begynde at få venner.
Til frokost, sidder Kurt ved et bord med Rachel Berry (Lea Michele), og fortæller hende, at han har brug for at deltage i en klub; efter at have fundet ud af, at han kan synge, foreslår hun det nye kor. De to af dem mødes og synger, men da Kurt antyder, at de skal gå til audition sammen, nægter Rachel: stjerner skinner hver for sig, og hun har planer om at skinne. Kurt spørger så Mercedes Jones (Amber Riley) til råds, da han har hørt, at hun er en stjerne i hendes kirkekor, og rekrutterer også hende til audition til koret. Han går til auditionz, og fortæller sin far, at han har sluttet sig til klubben. Burt er usikker, men glad for sin søn, men Kurt tøver med at fortælle sin far, at han er bøsse.
Rachel prøver at blive venner med Mercedes, og anmoder om at komme til hendes kirke for at høre hende synge. Når hun gør, er Rachel bekymret, og fortæller Mercedes at hun har en stor fremtid som en soulsanger, men Mercedes fortæller hende, at uanset hvilken type musik der bliver sunget, skal Rachel konkurrere med hende.
Tina Cohen-Chang (Jenna Ushkowitz) er oprørt ved hjælp af en falsk stamme til at støde de fleste mennesker væk, og klædt som en goth. Hun er venner med Artie Abrams (Kevin McHale), der virkelig godt kan lide hende, da hun er den eneste på skolen, der behandler ham som en almindelig menneske trods han er i en kørestol. I cafeteriet, smider et par af Tinas goth venner madd på Rachel og Kurt som en udfordring og udfordrer Tina og Artie til lave en audition til koret. De gør det begge to, støtter hinanden, og er imponeret over den andens sangevne.
Det første møde i New Directions er en anspændt én: Will giver den første solo til Artie, men Rachel insisterer på, at hun skulle få soloer, da hun har den bedste stemme, et krav der straks bliver bestridt af Mercedes. Den nat, finder Terri Will arbejdende på musik til koret, og hun er bekymret over, at Wills forpligtelse til koret kan forårsage fremtidige problemer med deres ægteskab, men Will lover at sætte hende først. Rachel er glad, da Will giver hende den næste solo, men Mercedes er meget ked af det. Hun talt om at holde op i koret med sin kirkekorsleder (April Grace), der opfordrer hende til at blive, og forudser, at konkurrencen med Rachel i sidste ende vil gøre Mercedes til en bedre sanger.

## Eksterne links
- 2009 på Internet Movie Database (engelsk)
- 2009 hos TV.com (engelsk)